# Old Parish Church of Longside

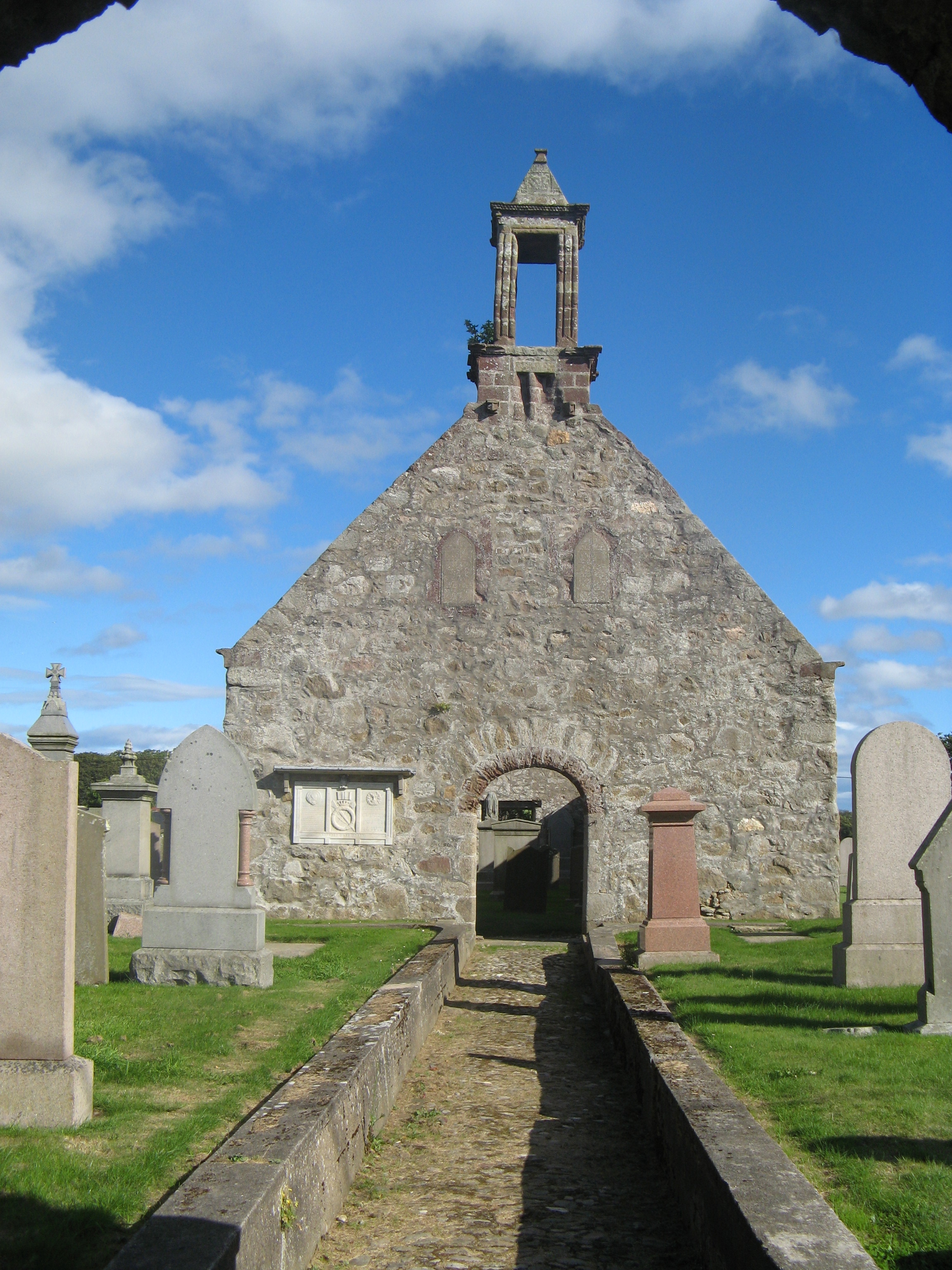
Old Parish Church of Longside

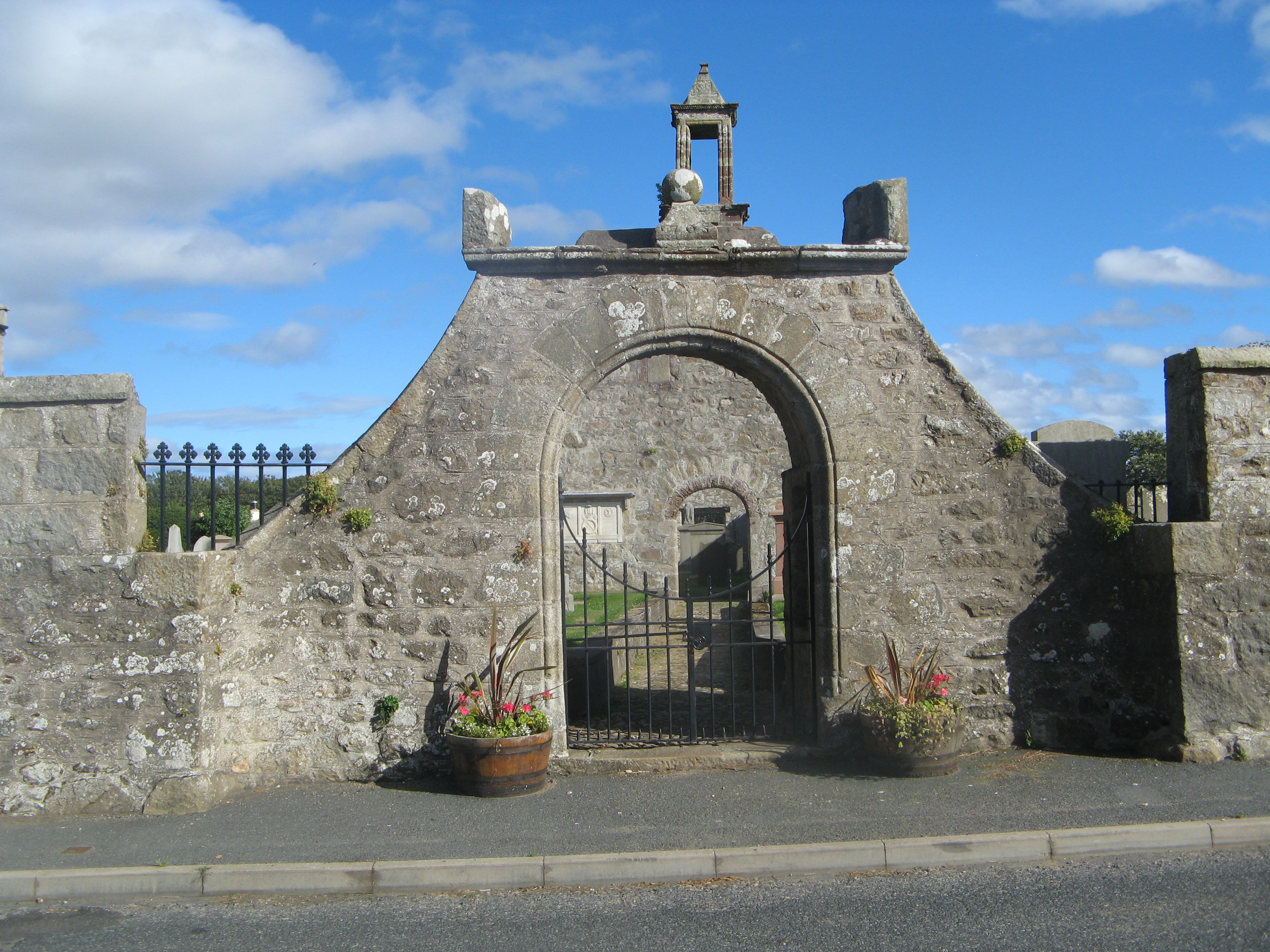
Friedhofspforte

Die Old Parish Church of Longside ist eine ehemalige Pfarrkirche in der schottischen Ortschaft Longside in der Council Area Aberdeenshire. 1971 wurden ihre Ruinen in die schottischen Denkmallisten in der höchsten Denkmalkategorie A aufgenommen. Die Kirchhofspforte ist separat als Kategorie-A-Denkmal klassifiziert, während der umgebende Friedhof als Kategorie-C-Bauwerk eingestuft ist.

## Geschichte
Der Bau der heutigen Old Parish Church of Longside als Pfarrkirche des neugegründeten Parishs wurde 1619 begonnen und im folgenden Jahr abgeschlossen. Nach dem Neubau der heutigen Longside Parish Church 1835 wurde die redundante Kirche obsolet. Bereits 1892 war sie nicht mehr bedacht. Heute ist das Gebäude nur noch als Ruine erhalten.

## Beschreibung
Die Innenmaße des länglichen Bruchsteinbaus betragen 22,2 m und 6,8 m. Das Mauerwerk ist 90 cm mächtig. Das Gebäude steht auf einem kleinen, grasbewachsen Hügel, über den Vermutungen angestellt wurden, es könne sich um eine mittelalterliche Motte handeln. Auf dem Westgiebel sitzt ein kleiner Dachreiter mit Kranzgesims und Pyramidendach. Darunter befindet sich das rundbogige Hauptportal. In eine gotische Aussparung an der Nordflanke ist eine um 1400 gefertigte Gedenkplatte an den vierten Laird von Brux eingelassen.
Die rundbogige Friedhofspforte wurde womöglich zu Bauzeiten der Kirche errichtet. Das Gesims trug einst eine Sonnenuhr. Die abschließende Kugel weist das Jahr 1705 aus. Es wird jedoch davon ausgegangen, dass dies nicht dem Baujahr entspricht. Eine Bruchsteinmauer umfriedet den umgebenden Friedhof. Dort finden sich Grabsteine ab dem 18. Jahrhundert sowie ein Obelisk.